# Giuseppe Maria Granniello

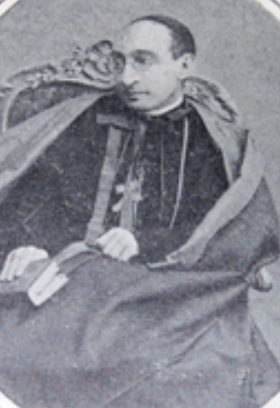
Giuseppe Maria Kardinal Granniello (1896)

Giuseppe Maria Granniello C.R.S.P. (* 8. Februar 1834 in Neapel; † 8. Januar 1896 in Rom) war ein italienischer Geistlicher und Kardinal der Römischen Kirche.

## Leben
Giuseppe Granniello trat bereits in jungen Jahren der Kongregation der Regularkleriker vom hl. Paulus, den so genannten Barnabiten bei. Am 6. Juni 1857 empfing er die Priesterweihe. Danach war er rund 20 Jahre als Professor für Theologie am Priesterseminar seines Ordens in Rom tätig. 1877 folgte die Ernennung zum Generalprokurator, eine Funktion, die er weitere 14 Jahre, bis 1891, bekleidete.
Am 8. Januar 1892 wurde Granniello Sekretär in der Kongregation für die Bischöfe im Vatikan. Kurz darauf, am 29. März 1892, wurde er von Papst Leo XIII. zum Titularerzbischof von Caesarea Ponti ernannt. Die Bischofsweihe spendete ihm am 3. April 1892 Kardinal Raffaele Monaco La Valletta, Kardinalbischof von Ostia e Velletri und Dekan des Kardinalskollegiums; Mitkonsekratoren waren Erzbischof Vincenzo Leone Sallua und Erzbischof Francesco di Paola Cassetta, Päpstlicher Almosenier.
Nur ein Jahr später nahm Papst Leo XIII. Granniello im Konsistorium vom 12. Juni 1893 als Kardinalpriester mit der Titelkirche Santi Quirico e Giulitta ins Kardinalskollegium auf. Drei Tage später, am 15. Juni 1893, wurde Granniello das Birett und der Kardinalsring verliehen.
Kardinal Granniello starb im Alter von 61 Jahren. Sein Grab befindet sich auf dem Friedhof Campo Verano in Rom.